# Usine d'Halanzy
 (décembre 2012).
L'usine d'Halanzy était une usine sidérurgique belge située à Halanzy, (aujourd'hui dans la commune d'Aubange) en province de Luxembourg. Elle naît officiellement 27 janvier 1881 créée par des fonds privés de Joseph Descamps et Léon de Lattre, et gérée par la « société anonyme des hauts fourneaux et mines d'Halanzy ». Elle produisit de l'acier sous forme de lingots qui alimentaient les forges gaumaises et lorraines. Elle fermera ses portes le 17 septembre 1939 par la fusion avec l'usine de Musson, voisine.

## Histoire

### Origines
L'industrialisation de la Belgique au XVIIIe siècle requérait de grandes quantités de produits dérivés de la métallurgie. Dans cette optique, l'état favorisa la création d'entreprises de ce type un peu partout où cela était rentable, c'est-à-dire dans les zones où le sol était ferreux. C'était précisément le cas de la lorraine belge, au sud de la province de Luxembourg, où le sol de ses cuestas renfermait la minette lorraine qui possédait une teneur en fer d'environ 30 à 40 %, ce qui n'était pas beaucoup mais tout de même rentable. Celle-ci était déjà exploitée depuis le XVIe siècle un peu partout dans la région et notamment à Athus, Herserange et Longwy. Les forges pullulaient et étaient demandeuses d'acier.

### L'usine
En 1870, Joseph Descamps et Léon de Lattre obtiennent le renouvellement de leurs concessions minières autour d'Halanzy. Leur but est de faire fortune dans la sidérurgie en installant une usine de ce type à côté de leurs mines. Ce fut chose faite le 27 janvier 1881 lors de la première apparition de la Société Anonyme des hauts fourneaux et mines d'Halanzy. La construction du premier haut fourneau fut entamée le 14 juillet 1881 et il fut allumé en octobre 1882. Il mesurait 18,3 mètres de haut, 6,5 mètres de diamètre et avait une capacité de production de 100 tonnes de fonte par jour. Les installations (qui comprenaient 4 cowpers) s'étendirent alors sur 12 hectares et employaient 125 ouvriers. L'usine fut également connectée au chemin de fer belge et à sa nouvelle ligne Athus - Meuse et à la gare d'Halanzy, jouxtant quasiment le terrain.
À la fin des années 1880, une première petite crise frappe le secteur qui a du mal à vendre sa fonte. Cependant elle ne durera qu'une dizaine d'années et n'eut pas de conséquences graves. Heureusement car en 1892, un deuxième haut fourneau fut inauguré. Il avait une capacité de 145 tonnes journalières, dès lors, son vieux frère fut porté à cette même puissance.

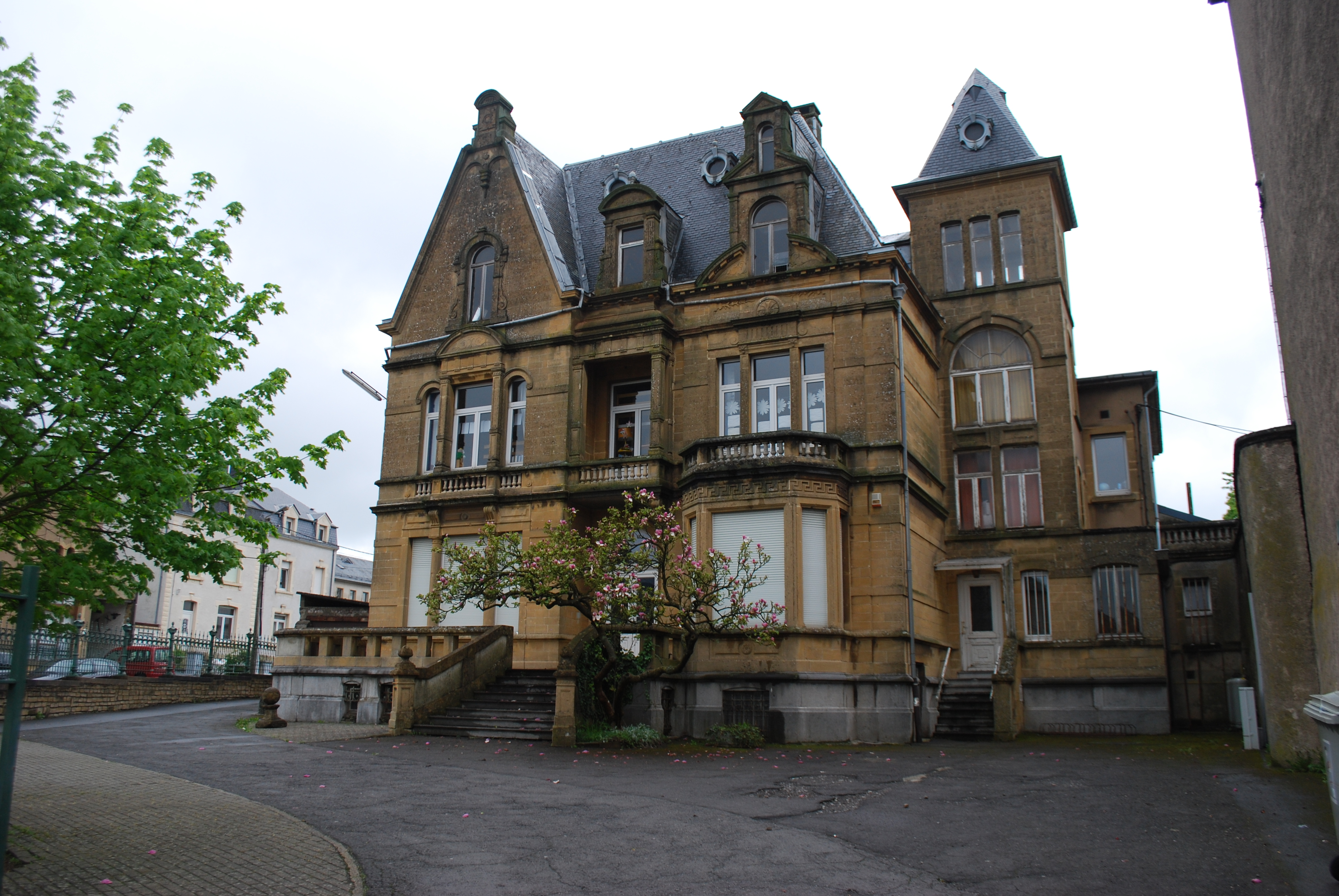
La villa du directeur de l'usine, construite en 1909, à côté de la mairie.

En 1909 une belle villa est bâtie sur la Grand place, à côté de la mairie, pour y installer le directeur de l'usine. En 1910, le nouveau patron, Léon Thiry, fait construire une centrale électrique pour apporter l'électricité, non seulement dans l'usine, mais aussi pour le village d'Halanzy. C'est une petite révolution à l'époque. Halanzy devenant l'un des premiers villages en province de Luxembourg à être connecté à un réseau d'électricité.
Pendant la Première Guerre mondiale, l'usine est arrêtée et Léon Thiry se lance dans l'humanitaire en organisant une association La soupe de guerre qui a pour but de nourrir les enfants locaux victimes de la guerre. Celle-ci terminée en 1918, l'usine doit alors être totalement reconstruite et grâce au travail de la centaine d'ouvriers, le premier haut fourneau peut reprendre du service en 1920. Il sera suivi par son jumeau l'année suivante. Cette année 1921 marque également une autre révolution locale, toujours dans le domaine de l'électricité : une nouvelle centrale électrique est bâtie. Plus puissante, elle vend son électricité à la société électrique de la province de Luxembourg ainsi qu'au village voisin de Gorcy, en France. L'usine fabrique alors également les premiers pylônes en béton pour les lignes hautes et basses tensions, Halanzy devient pionnière dans l'électrification d'une bonne partie du Luxembourg belge.
Le 27 novembre 1928, Léon Thiry décède. La Grande Dépression des années 1930 arrive alors, et au mauvais moment pour l'usine. En effet, sa reconstruction s'est faite grâce à des emprunts aux banques mais les dettes sont toujours à payer et la marchandise est de plus en plus difficilement vendable. Un des deux hauts fourneaux est alors éteint. À la fin de la décennie, la situation ne s'étant toujours pas améliorée, l'usine fusionne avec celle de Musson, en formant la Société Anonyme des hauts fourneaux, fonderies et mines de Musson le 17 septembre 1939. Le capital fut élevé à 18 millions de francs belges et le nouveau directeur fut Lucien Boël, maître de forges à La Louvière.
L'usine fut démantelée mais ce ne fut pas la fin de l'activité du fer à Halanzy : en effet la mine, elle, resta ouverte jusqu'en 1982, soit un peu après la fermeture de l'usine d'Athus qui était son plus gros client.